# Saint-Angel (Allier)
Saint-Angel – miejscowość i gmina we Francji, w regionie Owernia-Rodan-Alpy, w departamencie Allier.

## Demografia
Według danych na rok 1990 gminę zamieszkiwało 629 osób, a gęstość zaludnienia wynosiła 25 osób/km². W styczniu 2015 r. Saint-Angel zamieszkiwało 797 osób, przy gęstości zaludnienia wynoszącej 31,5 osób/km².